# 阿夫里伊
阿夫里伊（法語：Avrilly，法語發音：[avʁiji] ⓘ）是法国厄尔省的一个旧市镇，属于埃夫勒区。2016年，阿夫里伊与临近的2个市镇合并为新市镇尚布瓦。

## 地理
阿夫里伊（48°55'49"N, 1°8'38"E）面积7.19 平方千米，位于法国诺曼底大区厄尔省，该省份为法国北部内陆省份，北起滨海塞纳省，西接奧恩省和卡爾瓦多斯省，南至厄尔-卢瓦省，东临瓦兹省、瓦兹河谷省和伊夫林省。
阿夫里伊的时区为UTC+01:00、UTC+02:00（夏令时）。

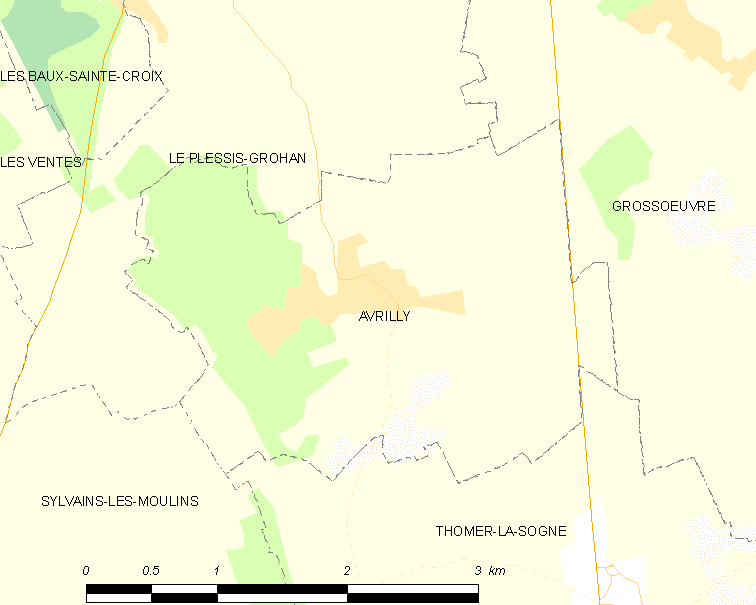
阿夫里伊的OSM定位图

## 行政
阿夫里伊的邮政编码为27240，INSEE市镇编码为27032。

## 政治
阿夫里伊所属的省级选区为阿夫尔河和伊通河畔韦尔讷伊县。

## 人口

1962-2008年间阿夫里伊人口变化图示

阿夫里伊于2018年1月1日时的人口数量为428人。